# Майборода, Владимир Дмитриевич
Владимир Дмитриевич Майборода — государственный и политический деятель.

## Биография
Родился в 1910 году. Член КПСС.
С 1932 года — на хозяйственной, общественной и политической работе. В 1932—1978 гг. — помощник начальник экспериментального цеха — начальник механических мастерских технического отдела, старший инспектор главного конвейера, начальник ОТК, и. о. заместителя главного инженера завода по подготовке производства Горьковского автозавода, главный инженер Днепропетровского автозавода, главный инженера ГАЗа, директор Минского автозавода, заместитель руководителя Министерства автомобильной промышленности, начальник управления машиностроения и станкостроения совнархоза Белоруссии, в Госплане и Госснабе СССР.
Избирался депутатом Верховного Совета СССР 4-го созыва. Делегат XIX съезда.
Умер в Москве в 1978 году.